# Широке (Мелітопольський район)
Широ́ке —  село в Україні, у Мелітопольському районі Запорізької області. Входить до складу Веселівської селищної громади. Населення становить 1048 осіб.

## Географія
Село Широке розташоване біля витоків річки Великий Утлюг, нижче за течією на відстані 9 км розташоване село Мала Михайлівка. Річка в цьому місці пересихає, на ній зроблено кілька загат.
Розташоване за 10 км від центру громади і за 12 км від залізничної станції Нововесела Придніпровської залізниці. У селі є вулиці: Медова, Молодіжна, Піонерська, Скіби, Центральна, Шкільна, провулки Горіховий, Молодіжний та Шкільний.

## Історія
Поблизу села збереглися стародавні кургани. На одному з них була половецька кам’яна скульптура XII—XIII століть.
Заснований в кінці XIX століття як хутір Мар'їнський.
7 (20) листопада 1917 року, відповідно до Третього Універсалу Української Центральної Ради, увійшло до складу Української Народної Республіки.
Після 1922 року носило назву населений пункт радгоспу «Ізвестія».
У 1945 році перейменоване в хутір Широкий
1958 (за іншими даними в 1957 році) - перейменоване в село Широке.
У 1962-1965 роках належало до Михайлівського району Запорізької області, відтак у складі Веселівського району.
12 червня 2020 року, відповідно до розпорядження Кабінету Міністрів України № 713-р «Про визначення адміністративних центрів та затвердження територій територіальних громад Запорізької області», увійшло до складу Веселівської селищної громади.
19 липня 2020 року, в результаті адміністративно-територіальної реформи та ліквідації  Веселівського району увійшло до складу Мелітопольського району.

## Населення
Згідно з переписом УРСР 1989 року чисельність наявного населення села становила 1066 осіб, з яких 487 чоловіків та 579 жінок.
За переписом населення України 2001 року в селі мешкало 1040 осіб.

### Мова
Розподіл населення за рідною мовою за даними перепису 2001 року:
| Мова       | Відсоток |
| ---------- | -------- |
| українська | 83,21 %  |
| російська  | 15,08 %  |
| білоруська | 0,38 %   |
| молдовська | 0,19 %   |
| грецька    | 0,10 %   |
| польська   | 0,10 %   |
| інші       | 0,94 %   |

## Економіка
- «Ізвестія», дослідне господарство.

## Об'єкти соціальної сфери
- Школа.
- Дитячий садочок.
- Клуб.
- Фельдшерсько-акушерський пункт.

## Пам'ятки
Поблизу села є стародавні кургани. На одному з них збереглася половецька кам'яна скульптура XII-XIII століть.